# Крутикова (деревня)
Крутикова — деревня в Байкаловском районе Свердловской области. Входит в состав Байкаловского сельского поселения. Управляется Ляпуновской сельской администрацией.

## География
Населённый пункт расположен на левом берегу реки Боровушка в 22 километрах на запад от села Байкалово — административного центра района.

### Часовой пояс
Крутикова, как и вся Свердловская область, находится в часовой зоне МСК+2. Смещение применяемого времени относительно UTC составляет +5:00.

## Население
| 2002 | 2010 | 2021 |
| ---- | ---- | ---- |
| 7    | ↘6   | ↘2   |

## Инфраструктура
В деревне расположена всего одна улица (Центральная).